# Seocochi
Seocochi (auch: Ciego Khocha) ist eine Streusiedlung im Departamento Potosí im Hochland des südamerikanischen Andenstaates Bolivien.

## Lage im Nahraum
Seocochi liegt in der Provinz José María Linares und ist eine Ortschaft im Distrito Cebadillas im Municipio Ckochas. Die Ortschaft liegt auf einer Höhe von 3313 m an der Quebrada Chejchi Khasa, die über den Río Chaquí Jaro Mayu zum Río Turuchipa fließt.

## Geographie
Seocochi liegt zwischen dem bolivianischen Altiplano im Westen und der Cordillera Central im Osten. Das Klima der Region ist semiarid und ein typisches Tageszeitenklima, bei dem die mittleren Temperaturschwankungen im Tagesverlauf stärker ausfallen als im Jahresverlauf.
Die Jahresdurchschnittstemperatur in der Region beträgt etwa 17 °C (siehe Klimadiagramm Betanzos), die Monatswerte schwanken nur unwesentlich zwischen 14 °C im Juni/Juli und 19 °C von November bis Januar. Die jährliche Niederschlagsmenge liegt bei knapp 500 mm, die Trockenzeit dauert von April bis Oktober mit Monatswerten unter 30 mm, nur im Januar wird ein Niederschlag von 100 mm erreicht.

## Verkehrsnetz
Seocochi liegt in einer Entfernung von 180 Straßenkilometern östlich von Potosí, der Hauptstadt des Departamentos.
Von Potosí aus führt die Nationalstraße Ruta 5 nach Nordosten über Betanzos nach Sucre und weiter in Richtung Santa Cruz im bolivianischen Tiefland. Östlich von Betanzos nach siebzehn Kilometern zweigt eine Landstraße in südöstlicher Richtung ab und erreicht nach acht Kilometern Ckochas, überquert bei Esquiri den Río Miculpaya und führt auf der östlichen Flussseite weiter in Richtung Melena Alta.
Elf Kilometer hinter dem Río Miculpaya zweigt eine unbefestigte Nebenstraße nach Südosten ab und erreicht nach weiteren elf Kilometern über Terma die Ortschaft Huara Huara. Von dort aus folgt man auf den folgenden dreizehn Kilometern dem Flusslauf von Río Wara Wara und Río Apacheta in östlichen Richtungen, und dann weitere dreizehn Kilometer dem Höhenrücken des Telar Ruanayaj Loma nach Südosten bis Mojón Ckasa. Von dort führt eine serpentinenreiche Straße hinab nach Turuchipa, überquert den Río Turuchipa und führt am Westhang des Höhenzuges östlich des Flusses 27 Kilometer in südöstlicher Richtung über Añaguayo nach Seocochi.

## Bevölkerung
Die Einwohnerzahl der Ortschaft ist in dem Jahrzehnt zwischen den letzten beiden Volkszählungen um etwa ein Zehntel angestiegen:
| Jahr | Einwohner         | Quelle       |
| ---- | ----------------- | ------------ |
| 1992 | keine Detaildaten | Volkszählung |
| 2001 | 357               | Volkszählung |
| 2012 | 400               | Volkszählung |
| 2024 |                   | Volkszählung |

Die Region weist einen deutlichen Anteil an Quechua-Bevölkerung auf, im Municipio Ckochas sprechen 81,9 Prozent der Bevölkerung Quechua.